# Erkki Raappana
Erkki Raappanan (ur. 2 czerwca 1893 w Oulujoki, zm. 14 września 1962 w Joensuu) – fiński generał major, w czasie wojny zimowej dowódca 14 Dywizji, kawaler Krzyża Mannerheima (najwyższego fińskiego odznaczenia wojskowego).